# 般若野の戦い (平安時代)
般若野の戦い（はんにゃののたたかい）は、寿永2年5月9日（1183年5月31日）に越中国（富山県）砺波郡般若野で行われた平氏軍（平盛俊）と源氏および北陸蜂起勢力連合軍（今井兼平）との間の戦い。
寿永2年（1183年）5月9日の明け方、加賀より軍を進め般若野の地で兵を休めていた平氏軍の先遣隊平盛俊の軍を、木曾義仲の先遣隊今井兼平の軍が奇襲し、平盛俊軍は戦況不利に陥り退却した。この戦闘は『平家物語』諸本では全く言及されず、『源平盛衰記』系テキストにのみ記されるため、実在を疑問視する説もある（後述）。

## 詳細
養和の大飢饉が一段落した寿永2年（1183年）、平家は各地で起きた反乱鎮圧に乗り出すこととした。その第一の目標は北陸の制圧に定められた。平維盛を総大将とした平氏軍は京より北上し越前・加賀を制して越中へ軍を進めようとした。
平維盛は越中、越後国境にある寒原の険（現在の親不知付近）を占領し木曾義仲軍が越中へ進軍してくるのを寒原の険で迎え撃つという作戦を立て、越中の地理に詳しい越中前司平盛俊に兵5,000を与えて先遣隊とし越中へ進軍させた。
その頃、越後の国府にいた木曾義仲は平氏軍が越前・加賀が手中に収め越中へ進軍するとの知らせを受け、平氏軍が越中を確保する前に平氏軍を撃破するため自ら軍を率いて越中へ兵を進めることにした。まず今井兼平が木曾義仲軍の先遣隊として兵6,000にて越後国府を出発。平氏軍より先んじて越中に入り御服山（ごふくやま；現在の呉羽山）に布陣して平氏軍を迎え撃つ体勢を整えた。
平氏軍の先遣隊平盛俊軍は、5月8日に加賀より倶利伽羅峠を越えて越中へ入った。平盛俊が般若野にまで軍を進めたとき源氏軍先遣隊（今井兼平軍）が呉羽山を占領したことを知り、その日はあえてそれ以上の進軍を行わず般若野に留まることにした。
5月8日夕刻、平盛俊軍が般若野から前進しないことを察知した今井兼平軍は敵の意表をつく夜襲を決断。闇にまぎれて敵へ接近し5月9日明け方に攻撃を開始した。平盛俊軍は善戦したが5月9日午後2時ごろに戦況不利に陥り退却した。
越中浜街道を進軍し、5月9日には六動寺（現在の新湊市六渡寺）に宿営していた木曾義仲軍は5月10日に般若野の今井兼平軍に合流。5月11日朝、倶利伽羅峠へ向かって般若野を出発した。

## 戦場となった場所について
般若野とは現在の高岡市南部（北般若地区、中田地区、般若野地区）から砺波市東部（南般若地区、東般若地区、般若地区、栴檀野地区、栴檀山地区）にわたる広範囲な地域を指す。
般若野の戦いが起きた場所については正確な記録が残っていないため特定することはできない。しかし、般若野の戦いに関する史跡として、義仲が弓で地を穿つと清水が生じ将士の喉を潤したとされる高岡市中田常国地区の弓の清水古戦場、義仲軍が昼飯を取ったとされる砺波市小島地区の午飯岡碑、義仲が戦勝祈願したとされる砺波市西宮森地区の川田八幡宮、等が存在する。これらの史跡はいずれも湧水点の連なる庄川扇状地の辺縁部に相当し、北陸道の主道であった中田通（倶利伽羅峠－般若野－呉羽山）が通っていた。よって、義仲軍は現在の高岡市般若野地区にある弓の清水（ゆみのしょうず）周辺で勝利した（般若野の戦い）後、中田通を通って倶利伽羅峠に向かったと想定される。現在、現地には弓の清水古戦場、般若野古戦場の案内板がある。
『参考源平盛衰記』では、木曾義仲が般若野御河端で軍議を練ったとされるが、18世紀末に成立した『越登賀三州志』はこれを雄神社の神供料地で、殺生の禁じられた地であったとする。一方『平家物語（長門本）』では、木曾義仲軍は5万余騎を率い「池原の般若野」に布陣したと記されているが、これは現在の栴檀野地区池原（砺波市池原）に相当する。「般若野の池原」ではなく「池原の般若野」とあることから、古くから荘園経営されてきた「池原」の地名は平家の語り物の中で知名度が高かったため、このように記されたのではないかと考えられている。越中史研究者の久保尚文は池原が婦負郡・射水郡・砺波郡の境界線上にあること、砺波郡式内社格の荊波神社が存在することに注目し、砺波郡在地武士の石黒光弘らは砺波郡東端の有力神社で義仲軍を迎え、神前行事を経ることで義仲勢への参加を公的行事として昇華したのではないかと推測している。

## 非実在説
越中史研究者の久保尚文は2013年に発表した「木曾義仲進軍と八条院領高瀬荘」の中で、般若野の戦いは実在しなかったとする説を提唱している。久保の論拠は以下の通りである。
- 「般若野の戦い」は『源平盛衰記』にのみ見られ、『平家物語』諸本には見えないこと[13]。
- 『源平盛衰記』は同じ5月9日に「般若野の戦い」と「白山妙理権現への願書」があったとするが、両者が並行して行われたとは考え難いこと[13]。
- 『源平盛衰記』が「般若野の戦い」記事中に「蓋齟齬、必有一誤」と注釈していることは、まさに上記の問題を『源平盛衰記』の編者が自覚していたためであろうこと[13]。
- 般若野に広がる般若野荘は徳大寺実能が妹待賢門院の院司として別格由緒を付され、守護不入権を保証されている。この頃、清華家格の徳大寺家が武家介入排除を要求していたと想定するのは自然であること [14]。

また、久保尚文は最後の点に関連して、『源平盛衰記』の「般若野の戦い」記事は般若野荘が一連の争乱で侵犯を受けたと徳大寺家が主張していたことを説話化したものではないかと推測している。すなわち、久保の推測をまとめると、源平合戦の争乱によって武士の進入を受けた徳大寺家は般若野荘の被害を主張し、やがてこれが「般若野合戦譚」に変容した。『源平盛衰記』の編者は整合性を顧慮せずにこの伝承を採録したものの、やはり逸脱伝承であることは認識しており、「必有一誤」という注釈を残した、と考えられる。